# 丹生明里
丹生 明里（にぶ あかり、2001年〈平成13年〉2月15日 - ）は、日本の女優、タレント、元アイドルであり、女性アイドルグループ日向坂46の元メンバーである。埼玉県出身。Seed & Flower所属。

## 略歴
2017年（平成29年）8月13日、『けやき坂46 追加メンバー募集オーディション』に合格し、翌々日の15日に同オーディション合格者として披露された。
2019年（平成31年 / 令和元年）2月11日、自身の所属グループであるけやき坂46が日向坂46に改称された。同年7月17日に発売された日向坂46の2ndシングル『ドレミソラシド』では、表題曲のフロントメンバーに初めて抜擢されている。
2021年（令和3年）4月29日から放送されたドラマ『声春っ！』（日本テレビ）では、自身初の主演を務めた。また、同ドラマの主題歌「声の足跡」では、佐々木美玲とWセンターを務めた。
2022年（令和4年）7月26日には、1st写真集『やさしい関係』（幻冬舎）を発売した。撮影は夏の瀬戸内地方や冬の青森県で行われた。
2023年（令和5年）2月15日に、自身のInstagramアカウントを開設した。同年4月19日に発売された日向坂46の9thシングル『One choice』では、表題曲のセンターポジションを担当している。同年8月25日には、腰痛の治療に専念するため活動を休止することが発表された。休養中の同年12月9日、Kアリーナ横浜で開催された潮紗理菜の卒業セレモニーに参加。同年12月31日放送の『CDTVライブ！ライブ！年越しスペシャル!2023→2024』（TBSテレビ）より活動を再開。
2024年（令和6年）8月6日、自身のブログにて、同年9月18日発売の12thシングル『絶対的第六感』の活動をもって、日向坂46を卒業すると発表した。同年11月30日・12月1日、『丹生明里卒業セレモニー』がぴあアリーナMMにて開催された。
2025年（令和7年）1月29日に実施されたオンラインミート&グリート（個別トーク会）をもって、日向坂46のメンバーとしての活動を終了した。同年4月1日、公式サイト『丹生明里 OFFICIAL WEBSITE』と公式YouTubeチャンネル『にぶちゃんねる』とオフィシャルXの開設を発表した。同年6月3日、『にぶちゃんねる』のスポンサーが『LEVEL∞ レベルインフィニティ』となったことを発表した。

## 人物
愛称は、にぶちゃん、ぶぶ。そのほか、自身の名前である「明里」に由来した「あかあかあかちゃん」というラジオネームをよく使用している。栃木県で生まれ、その後まもなく群馬県に引っ越し、7歳からは埼玉県で暮らしていた。なお、出身地は埼玉県としており、埼玉県に関連する活動も行なっている。兄が2人いる。
裏表のないピュアな性格や純粋さが魅力であると度々言われており、同じく日向坂46に所属していた齊藤京子は、「どうして生まれたばかりの人間は最初は丹生ちゃんみたいなのに、丹生ちゃんの心を忘れていくのだろう」と発言している。総合カルチャーサイト『リアルサウンド』は、丹生について「彼女がみんなから愛される由縁は、天真爛漫さにある」と分析する記事を掲載している。お笑いトリオ・パンサーの向井慧は「喜怒哀楽の表情が非常に豊かで、喜ぶ時は本当に喜ぶ、驚く時は驚く、笑う時は思いっきり笑う」というキャラクター性に注目し「ポスト佐藤栞里と言ってもいい」と評価している。
独特なファッションセンスを持ち合わせていることで知られ、同期の金村美玖らによって「『チキン&ベアー』とプリントされたトレーナー」「タバコのイラストがプリントされたTシャツ」「新聞紙みたいなバッグ」などが、いずれも丹生の私服として紹介されている。

### 交友関係
乃木坂46の元メンバーである渡辺みり愛の誕生日を祝うメールを送信するなどの交流があり、渡辺の写真集『消極的な華やかさ』の公式Twitterにて、一緒に写真集を鑑賞する動画が公開されている。
『日向坂で会いましょう』でMCを担当しているオードリー・春日俊彰は、丹生が自身の推しメンであると発言しており、同番組で、「誕生日の春日をご機嫌に！30分まるごと丹生祭り」という企画が放送されたこともある。

### 嗜好
自身の好きなものに関して、色はピンクやオレンジ、キャラクターはコリラックマ、ぐでたま、食べ物はフルーツやスイーツなどを挙げている。反対に嫌いな食べ物としてイカ、タコを挙げている。また、漫画を読むことやゲームをすることが趣味であると語っており、2022年からは、新たにフラワーアレンジにも取り組んでいると言う。漫画に関して、兄の影響から週刊少年ジャンプを購読しており、特に好きな漫画として『ドラゴンボール』、『約束のネバーランド』を挙げている。更に、ゲームに関しては、特に『フォートナイト』が好きであると語っているほか、日向坂46の公式YouTubeチャンネルでは『VALORANT』を生配信でプレーした。
好きな歌手としてあいみょんを挙げており、同人物によるライブ『AIMYON TOUR 2022 “ま・あ・る”』に参加したことや、メッセージ入りのアルバム『瞳へ落ちるよレコード』を本人から受け取り、翌年、『AIMYON TOUR 2023 -マジカル・バスルーム-』初日の「よこすか芸術劇場」公演の際に挨拶をして、ファイナルの「東京国際フォーラム ホールA」公演にも参加したことを明かしている
。

### 特技
特技は剣道であり、剣道三段を有していると言う。剣道が得意な兄の影響で小学3年生から始め、けやき坂46に加入する高校2年生まで続けていた。中学3年生の時には、個人戦で県大会まで進んだ。ゲームも得意であると語っており、『有吉ぃぃeeeee!そうだ!今からお前んチでゲームしない?』（テレビ東京）に出演し、『フォートナイト』をプレイした際には、有吉弘行から「今まで（のゲスト）で一番うまいんじゃない？」と評された。「ガチゲーマー」との評もある。また、クールポコ。のモノマネが出来る。

### けやき坂46・日向坂46
ペンライトカラーは、    オレンジ ×     オレンジ。
キャッチコピーは、「弱いけど剣道三段持ってます。肩幅広い丹生明里です。」。
自身が高校1年生の時に欅坂46の「サイレントマジョリティー」に衝撃を受けたことをきっかけにアイドルを志し、『けやき坂46 追加メンバーオーディション』に応募した。
『日向坂で会いましょう』（テレビ東京）の宮崎県でのロケにて行われたクイズ企画で、チキン南蛮のことを「タルタルチキン！」と叫び話題になった。その後、同年10月には、自身がパーソナリティを務める『ベルク presents 日向坂46の余計な事までやりましょう』のスポンサーであるベルクが、「チキン南蛮」を「タルタルチキン」に改名して販売、さらに翌年8月には同社からポテトチップスのタルタルチキン味が商品化された。「やっぱり私といえばタルタルチキンみたいなところがある」とも語っている。

#### 楽曲・ユニット
日向坂46の楽曲のうち、表題曲では「One choice」、カップシング曲では「君のため何ができるだろう」「声の足跡」「恋は逃げ足が早い」でセンターポジションを担当している。
丹生と同じく埼玉県出身のメンバーで、同期の金村美玖、渡邉美穂とは、「カラーチャート」というユニットを組んでいおり、3人は埼玉県が任命する「埼玉応援団（コバトン倶楽部）」のメンバーにもなっている。同期生の金村美玖とのコンビ名を「にぶみく」または「ゆばレタ（ゆばとレタス）」としており、丹生は金村を銀座の焼肉店に誘い、サプライズで誕生日を祝ったことがある。また、同期生の河田陽菜とのコンビ名を「おみそしるコンビ」としている。これは、日向坂46のスタッフから「2人が喋っているとほっこりして、おみそしるみたいだね」と言われたことが由来となっている。3期生の山口陽世とのコンビ名は「にぶぱる」で、プライベートで一緒に遊んだりする仲である。また、山口の誕生日が2月23日であり、丹生自身の誕生日と近いことから、互いに誕生日プレゼントを交換し合ったりもしている。

## 作品

### シングル
けやき坂46
- NO WAR in the future（2017年10月25日、SRCL-9583/4）- EAN 4547366331646。
- 半分の記憶（2018年3月7日、SRCL-9744）- EAN 4547366350302。
- ハッピーオーラ（2018年8月15日、SRCL-9924/5）- EAN 4547366371086。
- 君に話しておきたいこと（2019年2月27日、SRCL-9985/6）- EAN 4547366383324。
- 抱きしめてやる（2019年2月27日、SRCL-9985/6）- EAN 4547366383324。

日向坂46
- キュン（2019年3月27日、SRCL-11121/7）- EAN 4547366399219。
- JOYFUL LOVE（2019年3月27日、SRCL-11121/7）- EAN 4547366399219。
- ときめき草（2019年3月27日、SRCL-11125/6）- EAN 4547366399233。
- 沈黙が愛なら（2019年3月27日、SRCL-11127）- EAN 4547366399240。
- ドレミソラシド（2019年7月17日、SRCL-11220/6）- EAN 4547366412871。
- キツネ（2019年7月17日、SRCL-11220/6）- EAN 4547366412871。
- Cage（2019年7月17日、SRCL-11126）- EAN 4547366412901。
- Dash&Rush（2019年7月17日、SRCL-11126）- EAN 4547366412901。
- こんなに好きになっちゃっていいの?（2019年10月2日、SRCL-11310/6）- EAN 4547366422436。
- ホントの時間（2019年10月2日、SRCL-11310/6）- EAN 4547366422436。
- 川は流れる（2019年10月2日、SRCL-11316）- EAN 4547366422467。
- ソンナコトナイヨ（2020年2月19日、SRCL-11450/6）- EAN 4547366442526。
- 青春の馬（2020年2月19日、SRCL-11450/6）- EAN 4547366442526。
- 君のため何ができるだろう（2020年2月19日、SRCL-11456）- EAN 4547366442557。
- 君しか勝たん（2021年5月26日、SRCL-11794/802）- EAN 4547366504392。
- 声の足跡（2021年5月26日、SRCL-11794/802）- EAN 4547366504392。
- 世界にはThank you!が溢れている（2021年5月26日、SRCL-11800/1）- EAN 4547366504422。
- 膨大な夢に押し潰されて（2021年5月26日、SRCL-11802）- EAN 4547366504439。
- ってか（2021年10月27日、SRCL-11941/9）- EAN 4547366527520。
- 何度でも何度でも（2021年10月27日、SRCL-11941/9）- EAN 4547366527520。
- 思いがけないダブルレインボー（2021年10月27日、SRCL-11941/2）- EAN 4547366527520。
- あくびLetter（2021年10月27日、SRCL-11945/6）- EAN 4547366527544。
- アディショナルタイム（2021年10月27日、SRCL-11949）- EAN 4547366527568。
- 僕なんか（2022年6月1日、SRCL-12140/8）- EAN 4547366557145。
- 飛行機雲ができる理由（2022年6月1日、SRCL-12140/8）- EAN 4547366557145。
- 恋した魚は空を飛ぶ（2022年6月1日、SRCL-12146/7）- EAN 4547366557183。
- 知らないうちに愛されていた（2022年6月1日、SRCL-12148）- EAN 4547366557176。
- 月と星が踊るMidnight（2022年10月26日、SRCL-12320/8）- EAN 4547366583045。
- HEY!OHISAMA!（2022年10月26日、SRCL-12320/8）- EAN 4547366583045。
- 一生一度の夏（2022年10月26日、SRCL-12328）- EAN 4547366583076。
- One choice（2023年4月19日、SRCL-12490/8）- EAN 4547366612684。
- 恋は逃げ足が早い（2023年4月19日、SRCL-12490/8）- EAN 4547366612684。
- You’re in my way（2023年4月19日、SRCL-12492/3）- EAN 4547366612691。
- 友よ 一番星だ（2023年4月19日、SRCL-12498）- EAN 4547366612714。
- Am I ready?（2023年7月26日、SRCL-12610/8）- EAN 4547366625868。
- 接触と感情（2023年7月26日、SRCL-12610/1）- EAN 4547366625868。
- 君は逆立ちできるか？（2023年7月26日、SRCL-12614/5）- EAN 4547366625882。
- ガラス窓が汚れてる（2023年7月26日、SRCL-12618）- EAN 4547366625899。
- 君はハニーデュー（2024年5月8日、12860/8）- EAN 4547366670318。
- 僕に続け（2024年5月8日、SRCL-12868）- EAN 4547366670301。
- 絶対的第六感（2024年9月18日、SRCL-13000/8）- EAN 4547366698114
- 永遠のソフィア（2024年9月18日、SRCL-13000/1）- EAN 4547366698114。
- 妄想コスモス（2024年9月18日、SRCL-13004/5）- EAN 4547366698145。

### アルバム
けやき坂46
- 走り出す瞬間（2018年6月20日、SRCL-9825/9）- EAN 4547366358575。

日向坂46
- ひなたざか（2020年9月23日、SRCL-11580/4）- EAN 4547366470109。
- 脈打つ感情（2023年11月8日、SRCL‐12720/6）‐ EAN 4547366647020。

### 映像作品
- けやき坂46 2期生特典映像（2018年3月7日）- EAN 4547366350296。
- ひらがな武道館 〜Day3 Special Selection〜（2018年6月20日）- EAN 4547366358575。
- ひらがな全国ツアー2017 Live&Documentary（2018年6月20日）- EAN 4547366358582。
- 尾関梨香×丹生明里 自撮りTV（2018年8月15日）- EAN 4547366371079。
- KEYABINGO!4 ひらがなけやきって何?（2018年11月9日）- EAN 4988021716512、EAN 4988021147545。
- マギアレコード 魔法少女まどか☆マギカ外伝（2019年2月27日）- EAN 4534530114068、EAN 4534530114075。
- けやき坂46ストーリー 〜ひなたのほうへ〜（2019年3月27日）- EAN 4547366399233。
- はじめてホームランを打ってみた（2019年7月17日）- EAN 4547366412895。
- ひなたの休日（2019年10月2日）- EAN 4547366422436。
- HINABINGO!（2019年11月22日）- EAN 4988021717656、EAN 4988021148740。
- 日向坂46 大富豪No.1決定戦（2020年2月19日）- EAN 4547366442526、EAN 4547366442533、EAN 4547366442540。
- HINABINGO!2（2020年4月3日）- EAN 4988021718011、EAN 4988021140089。
- DASADA（2020年5月22日）- EAN 4988021718073、EAN 4988021140157。
- 日向坂46デビューカウントダウンライブ!! in 横浜アリーナ 〜けやき坂46 LAST LIVE〜（2020年9月23日）- EAN 4547366470109。
- 日向坂46デビューカウントダウンライブ!! in 横浜アリーナ 〜日向坂46 FIRST LIVE〜（2020年9月23日）- EAN 4547366470116。
- 3年目のデビュー（2021年1月20日）- EAN 4517331070719、EAN 4517331070726。
- 〜ひらがな推し〜「としちゃんと愉快な仲間たち編」（2021年3月31日）- EAN 4547366499780。
- 〜ひらがな推し〜「京子さん、何してんですか編」（2021年3月31日）- EAN 4547366499803。
- 〜ひらがな推し〜「日向のバラエティ女王誕生編」（2021年3月31日）- EAN 4547366499810。
- 〜ひらがな推し〜「パンの鉄砲を撃ちますよ編」（2021年3月31日）- EAN 4547366499797。
- 〜ひらがな推し〜「あだ名がおたけになりました編」（2021年3月31日）- EAN 4547366499773。
- 丹生明里のやりたいこと10個やってみた!（2021年5月26日）- EAN 4547366504408。
- 声春っ!（2021年9月15日）- EAN 4988021718714、EAN 4988021140959。
- ひなたの夏休み（2021年10月27日）- EAN 4547366527551。
- 〜ひらがな推し〜初ガツオを推すしかない編（2022年1月1日）- EAN 4547366540796。
- 〜ひらがな推し〜好きな人いるの?ニブだよ編（2022年1月1日）- EAN 4547366540772。
- 〜ひらがな推し〜ヘビーリトルトゥース誕生編（2022年1月1日）- EAN 4547366540765。
- 〜ひらがな推し〜埼玉と春日が生んだ怒涛の起爆剤編（2022年1月1日）- EAN 4547366540789。
- 〜ひらがな推し〜いつでもどこでも変化球編（2022年1月1日）- EAN 4547366540758。
- ひなたのバス旅（2022年6月1日）- EAN 4547366557152、EAN 4547366557183。
- 日向坂46 3周年記念MEMORIAL LIVE 〜3回目のひな誕祭〜 in 東京ドーム（2022年7月20日）- EAN 4547366568318、EAN 4547366568301。
- 渡邉美穂 卒業セレモニー（2022年10月26日）- EAN 4547366583045、EAN 4547366583052。
- 希望と絶望（2022年12月21日）- EAN 4550450021729、EAN 4550450021736。
- 〜日向坂で会いましょう〜加藤史帆のバーベキューで会いましょう（2023年1月1日）- EAN 4547366595888。
- 〜日向坂で会いましょう〜佐々木久美の野球で会いましょう（2023年1月1日）- EAN 4547366595901。
- 〜日向坂で会いましょう〜金村美玖のオードリーに会いましょう（2023年1月1日）- EAN 4547366595895。
- 〜日向坂で会いましょう〜小坂菜緒のヒットキャンペーンで会いましょう（2023年1月1日）- EAN 4547366595918。
- 〜日向坂で会いましょう〜丹生明里の団体戦で会いましょう（2023年1月1日）- EAN 4547366595925。
- Happy Smile Tour 2022（2023年4月19日）- EAN 4547366612684、EAN 4547366612691。
- W-KEYAKI FES. 2022（2023年7月26日）- EAN 4547366625868、EAN 4547366625875。
- 日向坂46 4周年記念MEMORIAL LIVE 〜4回目のひな誕祭〜 in 横浜スタジアム（2023年9月13日）- EAN 4547366634235、EAN 4547366634228。
- 日向坂46「Happy Train Tour 2023」in 大阪城ホール（2023年11月8日）- EAN 4547366647020、EAN 4547366647037。
- ひらがなくりすます2018 & ひなくり2019〜2022 Complete Box（2023年12月24日）- EAN 4547366655889。
- 〜日向坂で会いましょう〜齊藤京子の野球を好きになりましょう（2024年1月31日）- EAN 4547366660821。
- 〜日向坂で会いましょう〜佐々木美玲のおひさまたちを釣りましょう（2024年1月31日）- EAN 4547366660791。
- 〜日向坂で会いましょう〜河田陽菜の秋頃に会いましょう（2024年1月31日）- EAN 4547366660784。
- 〜日向坂で会いましょう〜松田好花のリトルトゥースになりましょう（2024年1月31日）- EAN 4547366660807。
- 〜日向坂で会いましょう〜上村ひなのの三期生に出会いましょう（2024年1月31日）- EAN 4547366660814。
- 齊藤京子卒業コンサート & 5回目のひな誕祭 in 横浜スタジアム（2024年7月24日）- EAN 4547366690101。
- BEST MUSIC VIDEO COLLECTION 2015-2024（2024年12月3日）- EAN 4547366713909。
- 〜日向坂で会いましょう〜新年早々バトりましょう（2025年4月9日）- EAN 4547366731361。
- 〜日向坂で会いましょう〜OBKを炙り出しましょう（2025年4月9日）- EAN 4547366731323。
- 〜日向坂で会いましょう〜ポンコツたちを集めましょう（2025年4月9日）- EAN 4547366731330。
- 〜日向坂で会いましょう〜四期生を知ってもらいましょう（2025年4月9日）- EAN 4547366731354。
- 〜日向坂で会いましょう〜宮崎に行きましょう（2025年4月9日）- EAN 4547366731347。
- ひなたフェス2024（2025年5月21日）- EAN 4547366743081、EAN 4547366743098、EAN 4547366743104。
- Behind the scenes of ひなたフェス2024（2025年5月21日）- EAN 4547366743111。

## 出演

### テレビ番組
- カメラに映っちゃダメ忍者（2021年5月15日、テレビ朝日）[74]
- 逃走中 〜ハンターと偽ハンター〜（2022年3月20日、フジテレビ）[75]
- 沼にハマってきいてみた（2022年10月31日、NHK）[76]

### テレビドラマ
- DASADAシリーズ（日本テレビ）- 春澤くるみ 役[77]。
  - DASADA（2020年1月16日 - 3月19日）[78]
  - DASADA 〜未来へのカウントダウン〜（2020年7月2日 - 9月10日）[79]
- 声春っ！（2021年4月29日 - 7月1日、日本テレビ）- 主演・天道まな 役[注 2][10][11][12]。

### テレビアニメ
- かえるのピクルス - きもちのいろ - 第1話・第7話（2020年10月4日・11月15日、BS12 トゥエルビ）- あかり 役[80]。
- みんなのまめお（2022年4月4日 - 2023年3月24日、テレビ朝日）- まみ 役[注 3][81][82]。

### バラエティ
- CHOTeN 〜今週、誰を予想する?〜（2021年10月2日 - 2022年9月24日、テレビ東京）- レギュラー[注 4][83]。

### 映画
- DEEMO サクラノオト -あなたの奏でた音が、今も響く-（2022年2月25日、ポニーキャニオン）- 仮面の少女 / セリア 役[84]。
- 踊るプロジェクト - 大川紗耶香 役[85]
  - 室井慎次 敗れざる者（2024年10月11日、東宝）[86]
  - 室井慎次 生き続ける者（2024年11月15日、東宝）[86]

### ラジオ
- ベルク presents 日向坂46の余計な事までやりましょう！（2020年10月2日 - 12月4日・2021年4月2日 - 2024年9月27日、TOKYO FM）- パーソナリティー[87][88]
- 丹生明里のニッポン2位紀行（2024年12月30日、TBSラジオ）- パーソナリティー[89][90]
- 丹生明里 HAPPY CARAVAN（2025年4月5日 - 、TBSラジオ）- パーソナリティー[91]

### 舞台
- あゆみ（2018年4月20日 - 5月6日、AiiA 2.5 Theater Tokyo）- チームカスタネット[92]。
- マギアレコード 魔法少女まどか☆マギカ外伝（2018年8月24日 - 9月9日、TBS赤坂ACTシアター）- 鹿目まどか 役[93]。
- フラガール - dance for smile -（2025年5月22日 - 6月2日、新国立劇場 中劇場）- 主演・谷川紀美子 役[94][95]。

### イベント
- 埼玉 150th Project 
  - 埼玉150周年1年前イベント（2020年11月14日、埼玉会館）[96]
  - 埼玉150周年イベント（2021年11月14日、埼玉会館）[97]
- DreamHack Japan 2023 VALORANT 女性プレイヤーエキシビションマッチ（2023年5月13日、幕張メッセ イベントホール）[98]
- VALORANT Masters Tokyo Countdown Events（2023年6月8日、RED° TOKYO TOWER）[99][100]

### 朗読劇
- THE MOST DISTANT DAY FROM YOU（2025年7月7日 - 8日、渋谷区文化総合センター大和田 さくらホール）[101]

## 書籍

### 写真集
- 1st写真集『やさしい関係』（2022年7月26日、幻冬舎、撮影：熊木優）[15][16]